# كارين سميث
كارين سميث (بالإنجليزية: Karin Smith) هي منافسة ألعاب القوى أمريكية، ولدت في 4 أغسطس 1955.

## وصلات خارجية
- كارين سميث على موقع الاتحاد الدولي لألعاب القوى (الإنجليزية)
- كارين سميث على موقع أوليمبيديا (الإنجليزية)